# Taraxacum yuparense
Taraxacum yuparense là một loài thực vật có hoa trong họ Cúc. Loài này được H.Koidz. miêu tả khoa học đầu tiên năm 1933.